# Georgette Leblanc
Georgette Leblanc   (Rouen, 8 de febrer de 1869 - Lo Canet, 26 d'octubre de 1941) fou una actriu lírica francesa.
Era germana del famós escriptor Maurice Leblanc (1864-1941). A París va estudiar música sota Jules Massenet. Va fer el seu debut professional de l'òpera a la Opéra-Comique el 23 de novembre 1893 com Françoise a L'Attaque du moulin, d'Alfred Bruneau. Poc després va tornar a l'Òpera per cantar el paper protagonista a de la Carmen de G. Bizet. El 1894 va ingressar a la llista del Théâtre de la Monnaie de Brussel·les, on va cantar nombroses peces per a les pròximes tres temporades, incloent: Anita a La Navarraise i els rols del títol en Thaïs i Carmen de Massenet una vegada més.
El 1895, Leblanc es va reunir amb l'escriptor Maurice Maeterlinck a Brussel·les amb qui va començar una relació romàntica de 23 anys. Aquest mateix any, la parella es va traslladar al districte de Passy a París, vivint junts tenint en contra les dues famílies catòliques. Leblanc s'havia casat amb un home espanyol alguns anys abans, i l' Església Catòlica Romana es va negar a donar-li el divorci del seu infeliç matrimoni. La casa de la parella es va convertir en un centre de la comunitat artística amb persones com Octave Mirbeau, Jean Lorrain o Paul Fort, que sovint es van divertir a la seva casa. La parella també era propietària d'una casa a Normandía on anaven pels estius. Descriurà aquesta època de la seva vida en l'obra Souvenirs: 1895-1918, publicada el 1931.
Després de la seva ruptura amb l'escriptor, compra el far de Tancarville on viurà amb la seva parella, Margaret Anderson, escriptora i editora. Escrigué també la seva autobiografia, llibres de viatges i llibres d'infants. També donà a conèixer a Europa la història de superació personal de Helen Keller.